# 卡纳克神庙

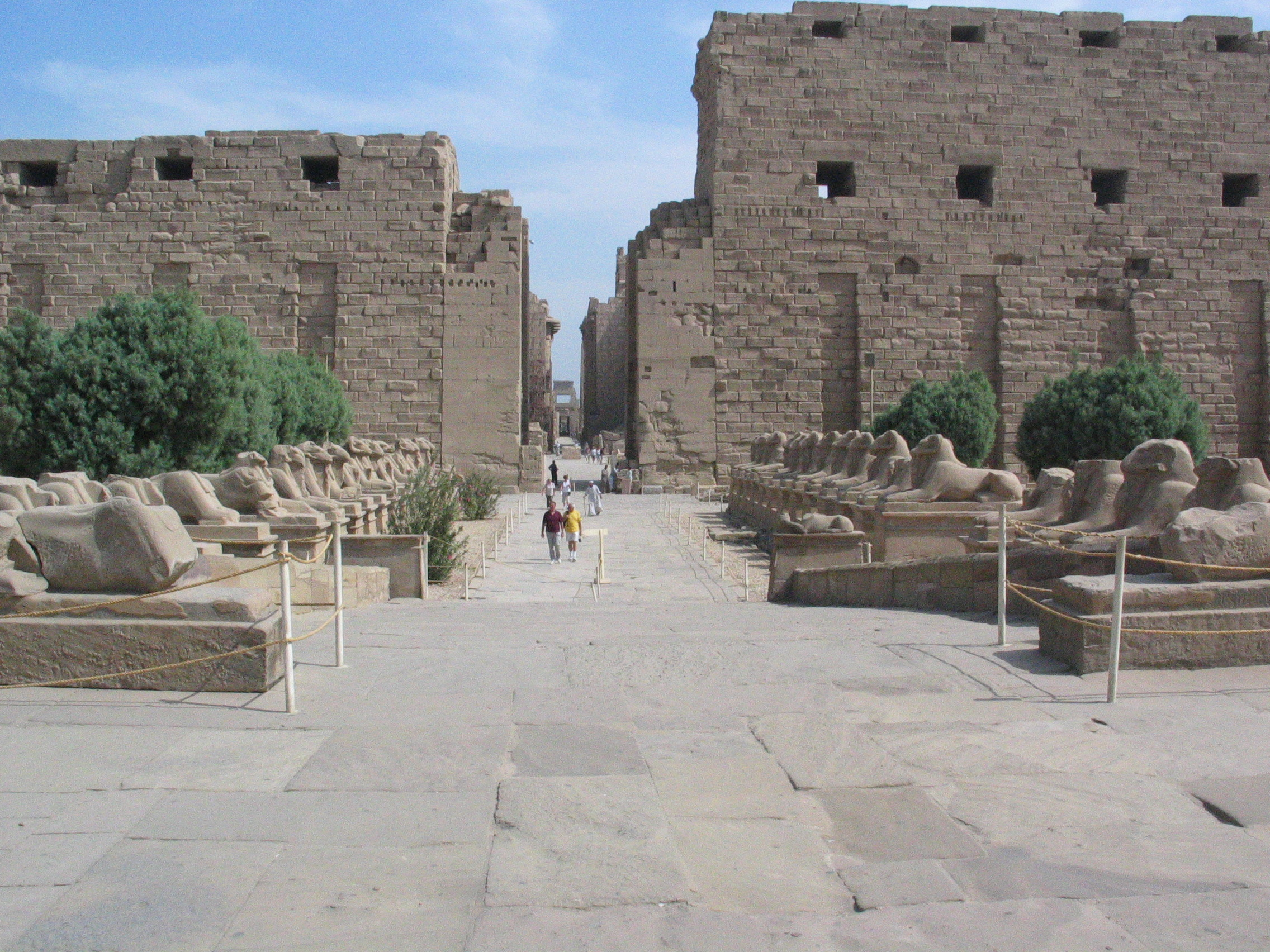
卡纳克神庙

卡纳克（Karnak）神庙是底比斯最为古老的庙宇，在尼罗河东岸的卢克索镇北4千米处，该神庙经很长时间陆续建造起来，由砖墙隔成三部分。其中中间的部分保存得最完好，也是面积最大的一部分，占地约有30公顷，也是献给太阳神阿蒙的；左侧的是献给Montu神的，占地2.5公顷；另一个是献给阿蒙神的妻子——形为秃鹫的姆特女神，现在尚未发掘。
在卡纳克神庙的周围有孔斯神庙和其他小神庙，每个宗教季节仪式从卡纳克神庙开始，到卢克索神庙结束。二者之间有一条一公里长的石板大道，两侧密排着圣羊像，路面夹杂着一些包着金箔或银箔的石板，闪闪发光。
卡纳克神殿因为其浩大的规模而扬名世界，它是地球上最大的用柱子支撑的寺庙。形象地说，卡纳克神殿的体量可以装下一个巴黎圣母院，占地超过半个曼哈顿城区。卡纳克神殿的大柱厅，约5000多平方米，厅内矗立有134根石柱，分16行排列，中央两排特别粗大，每根高达21米，直径5.4米，可容纳100个人在上面站立。柱头为开放的纸莎草花。整座大厅用如此密集的粗柱创造出一种震撼人心的效果。
殿内石柱有如原始森林，仅以中部与两旁屋面高差形成的高侧窗采光，被横梁和柱头分去一半后，光线渐次阴暗，形成了法老所需要的“王权神化”的神秘压抑的气氛。这些巨大的形象震撼人心，精神在物质的重量下感到压抑，而这些压抑之感正是崇拜的起始点，这也就是卡纳克阿蒙神庙艺术构思的基点。

## 重现世间
1799年的8月，一支法国研究工作小组进驻底比斯，开始对底比斯进行考古挖掘活动。可以说，是拿破仑军队和学者唤醒了沉寂许久的古代名城底比斯。

## 畫廊

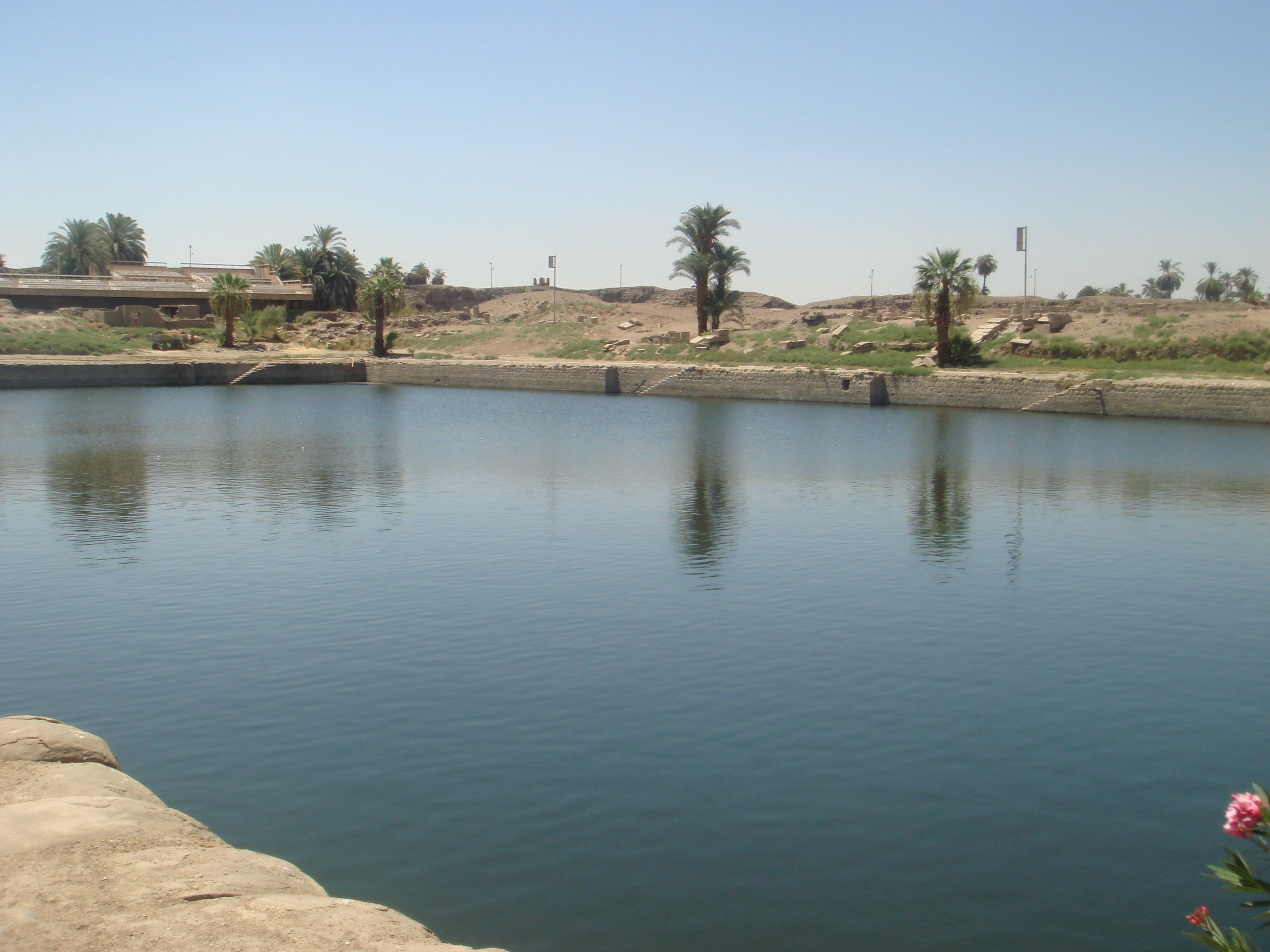
聖湖
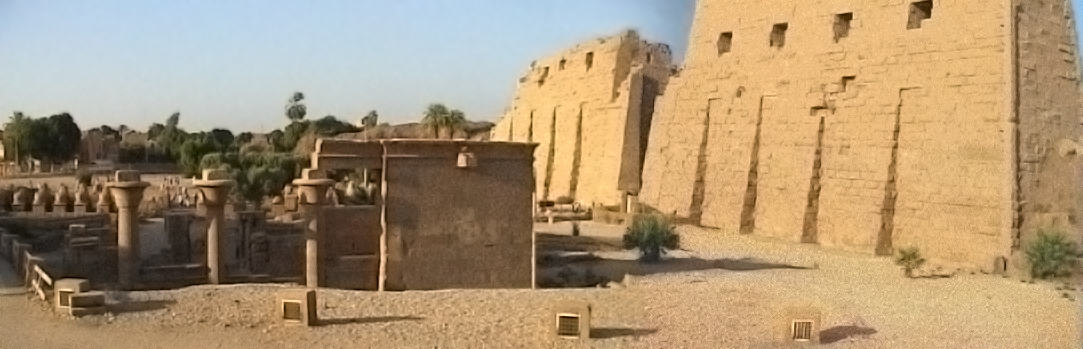
第一塔門
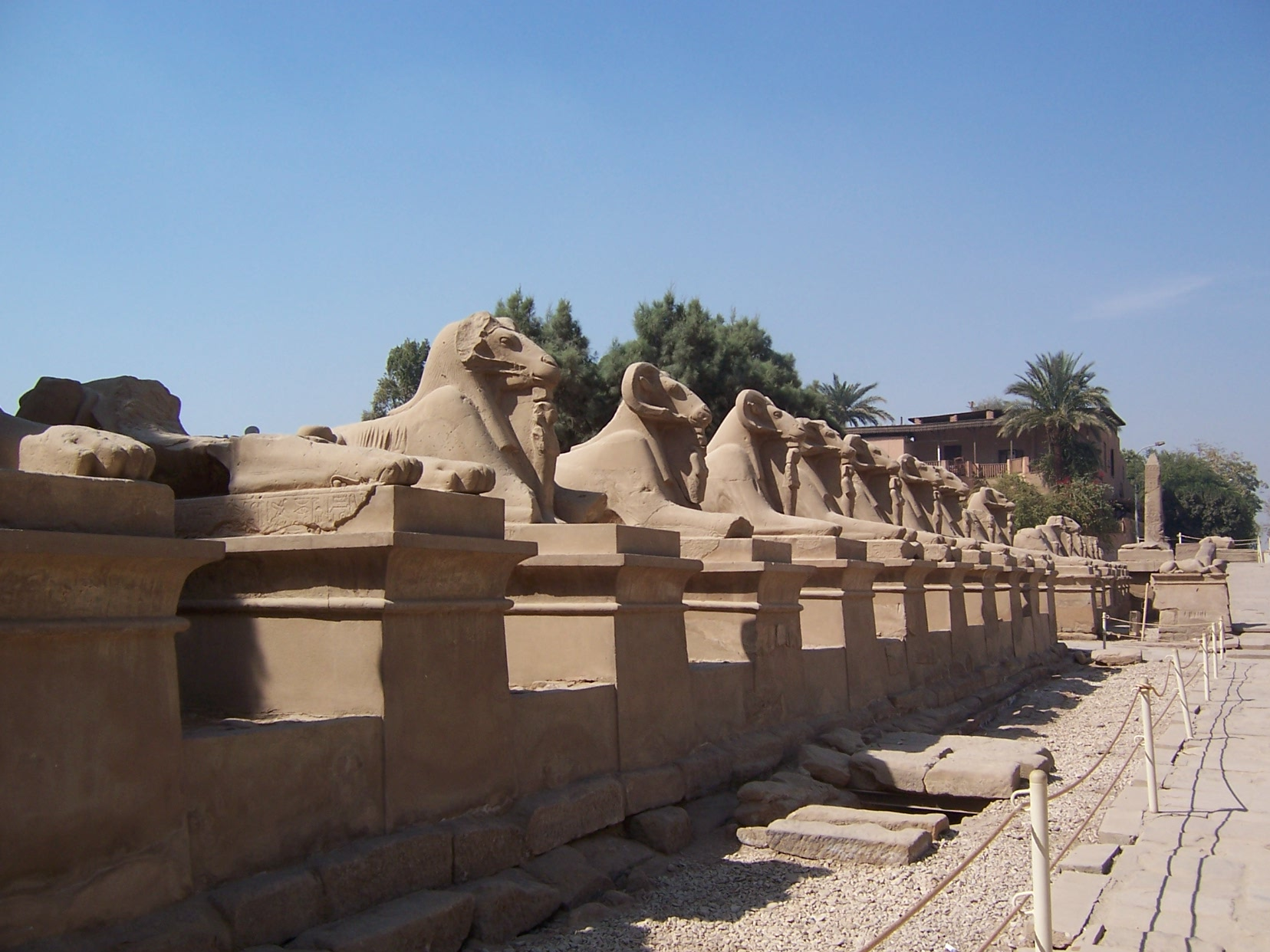
聖羊像
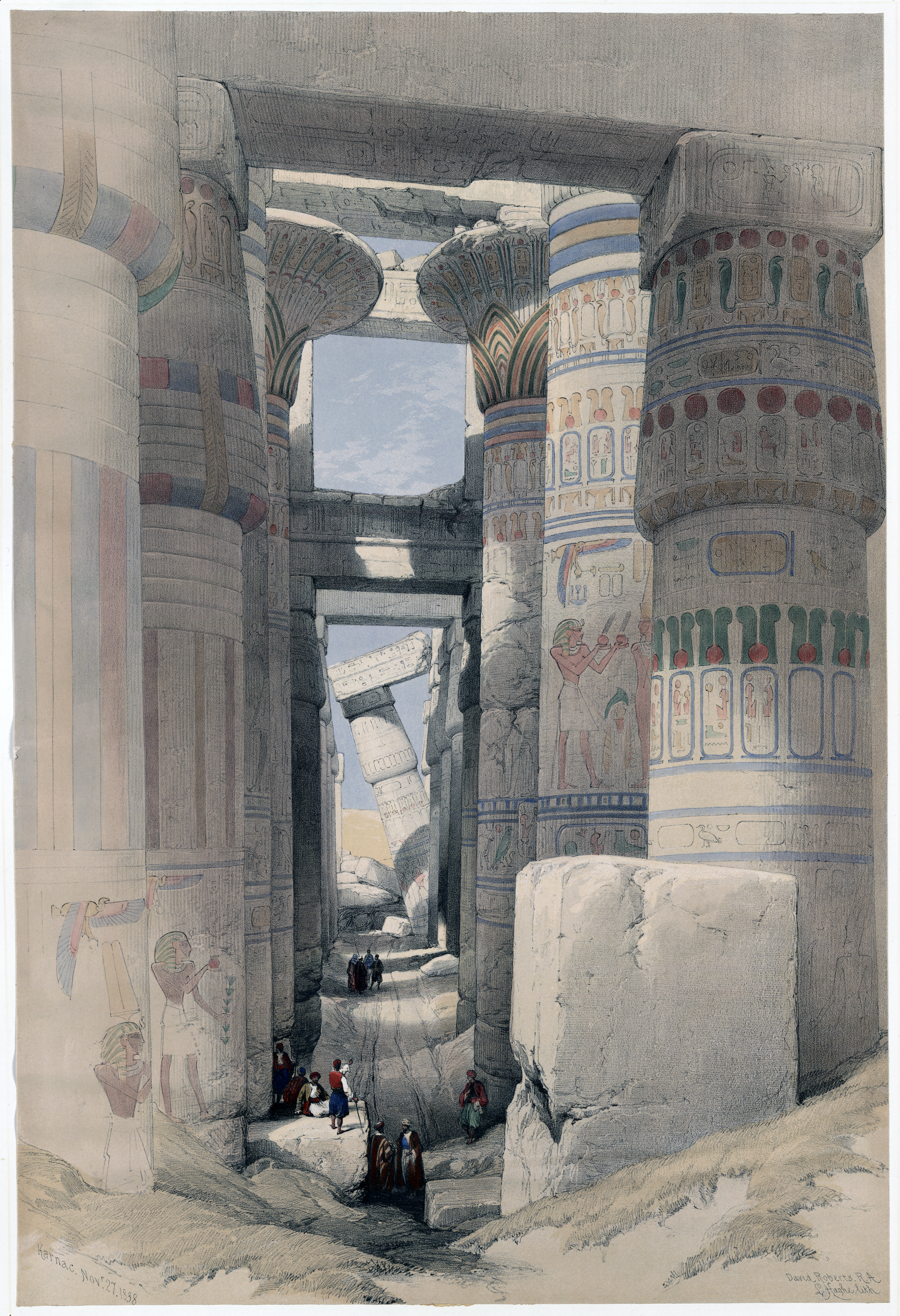
一幅著色的平版印刷畫
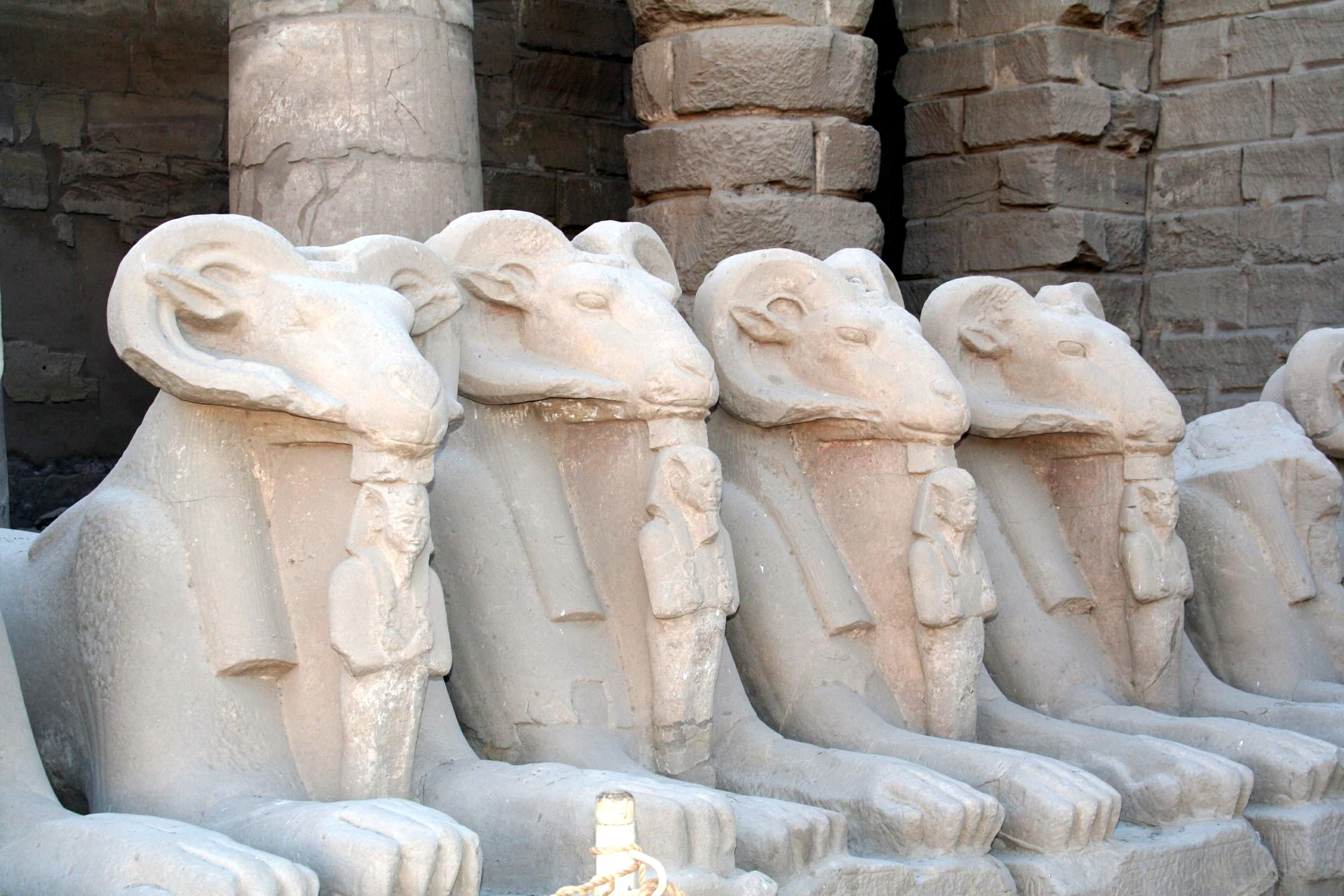
聖羊像
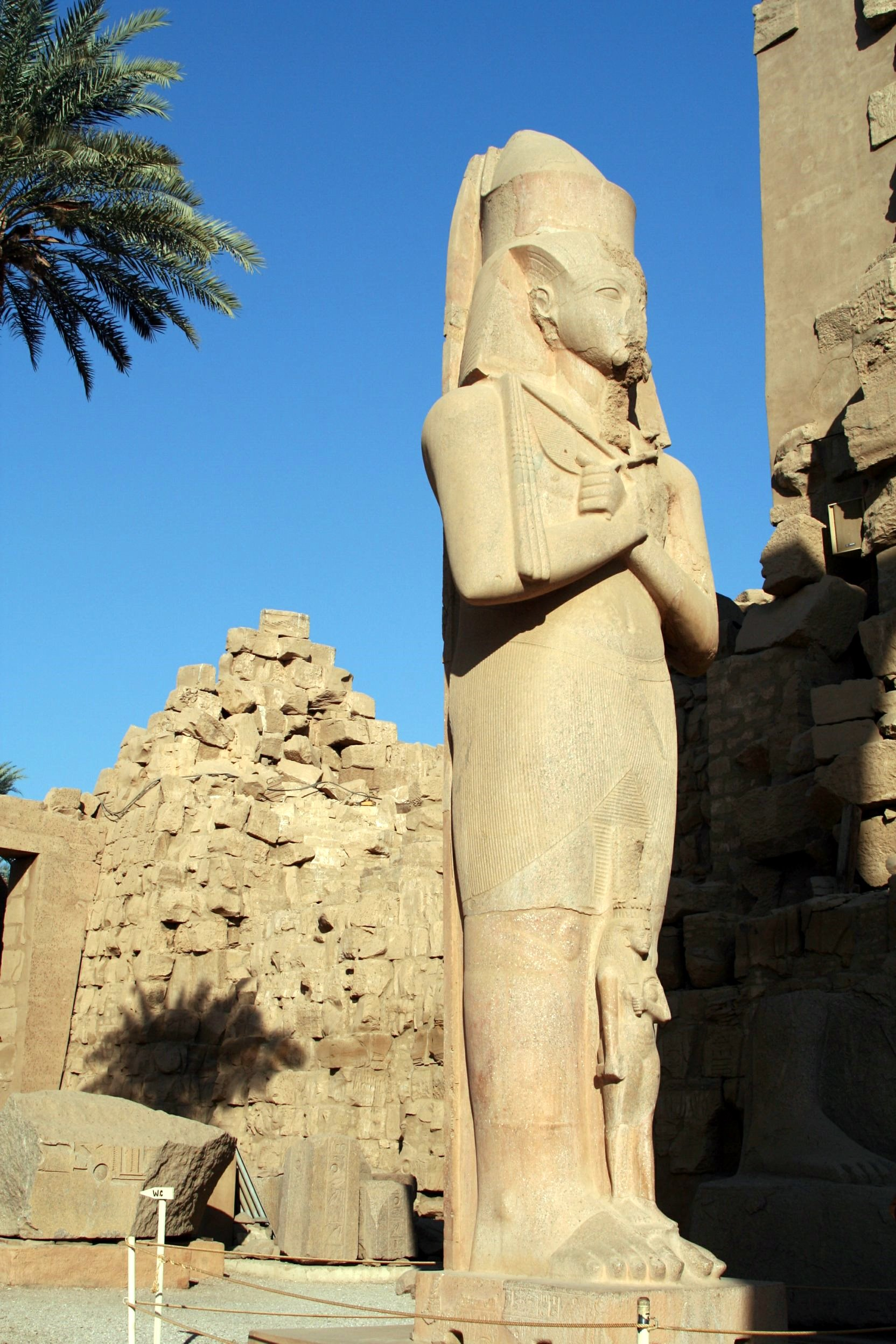
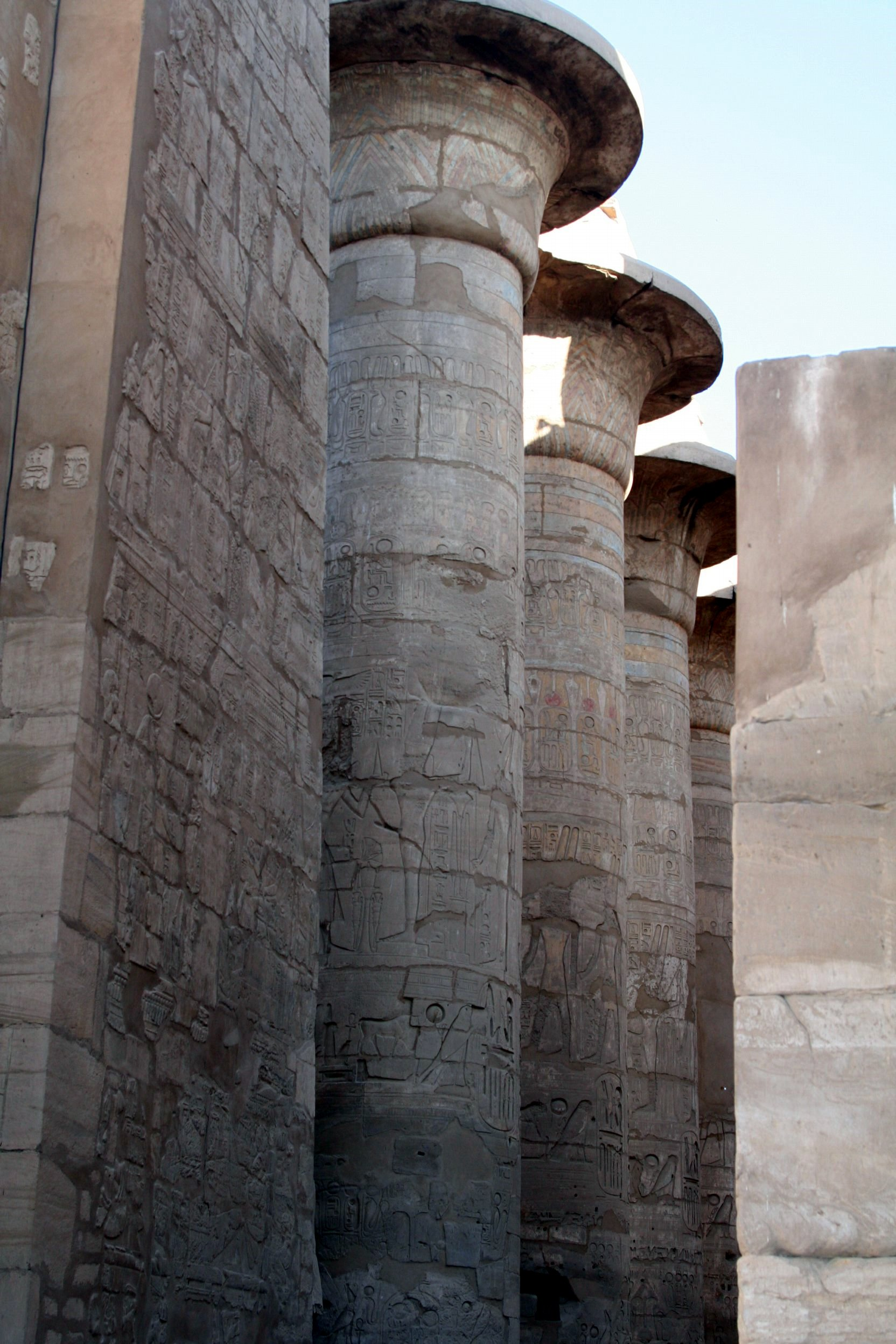
巨大的柱群
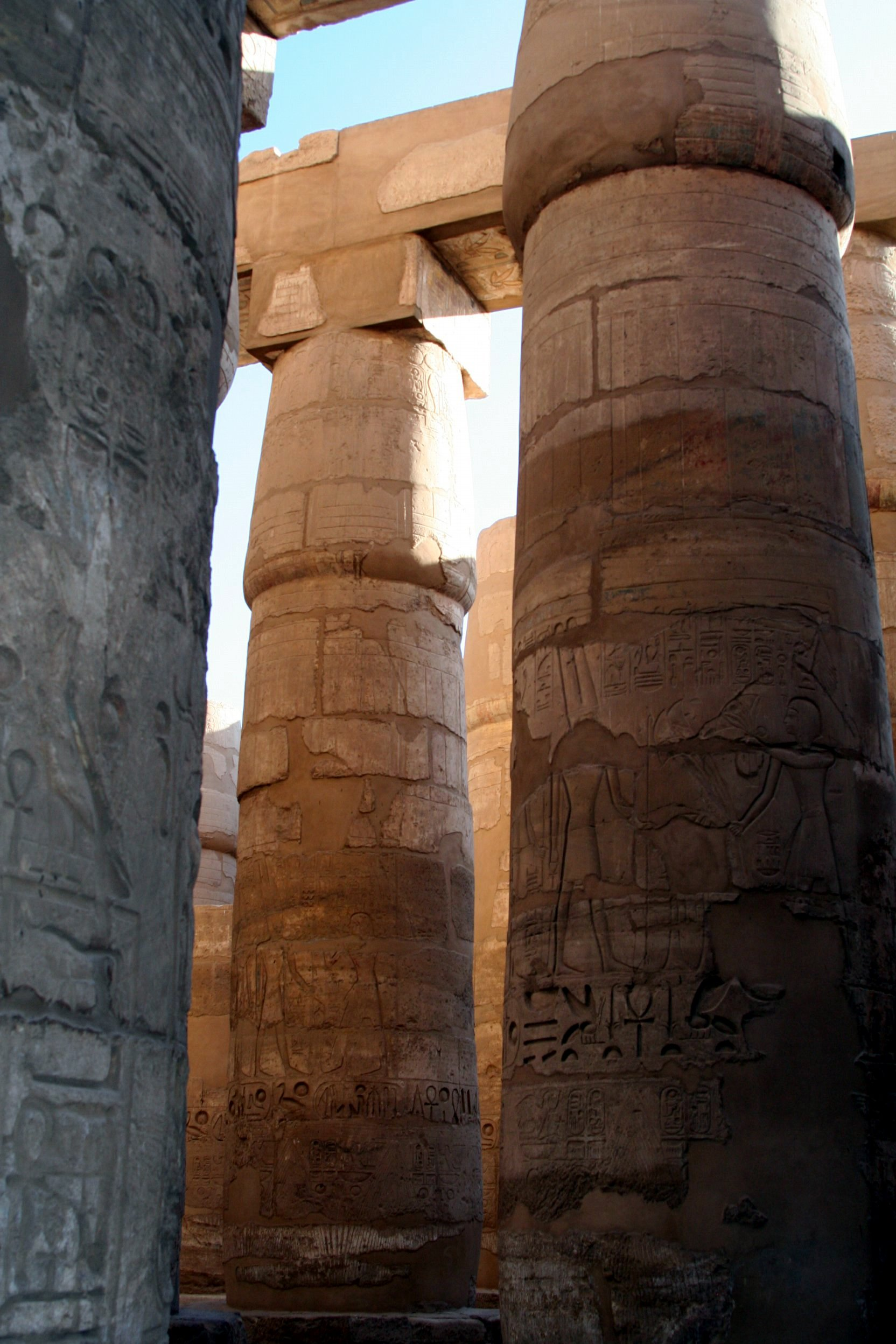
密集的粗柱
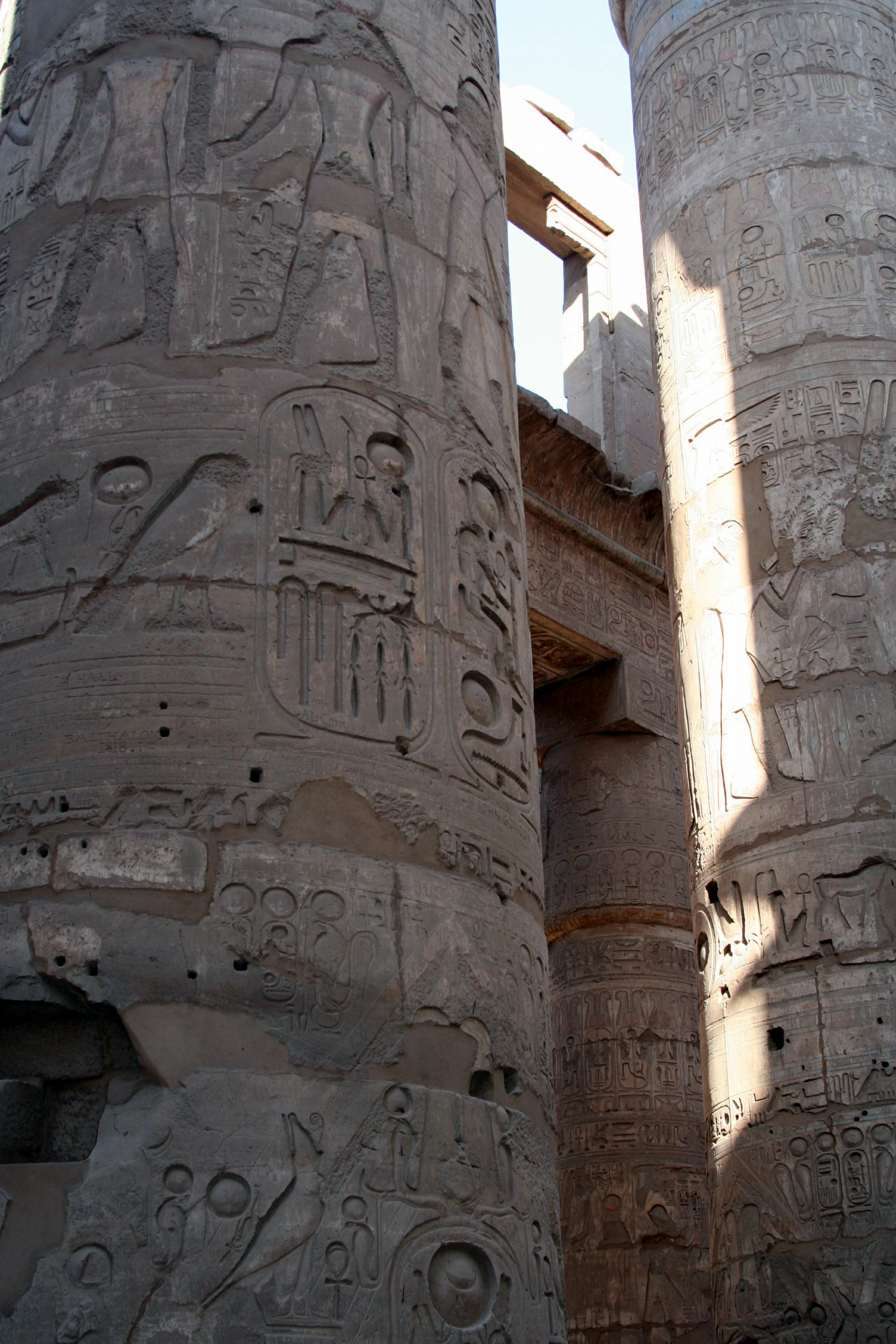
石雕彩繪的大柱
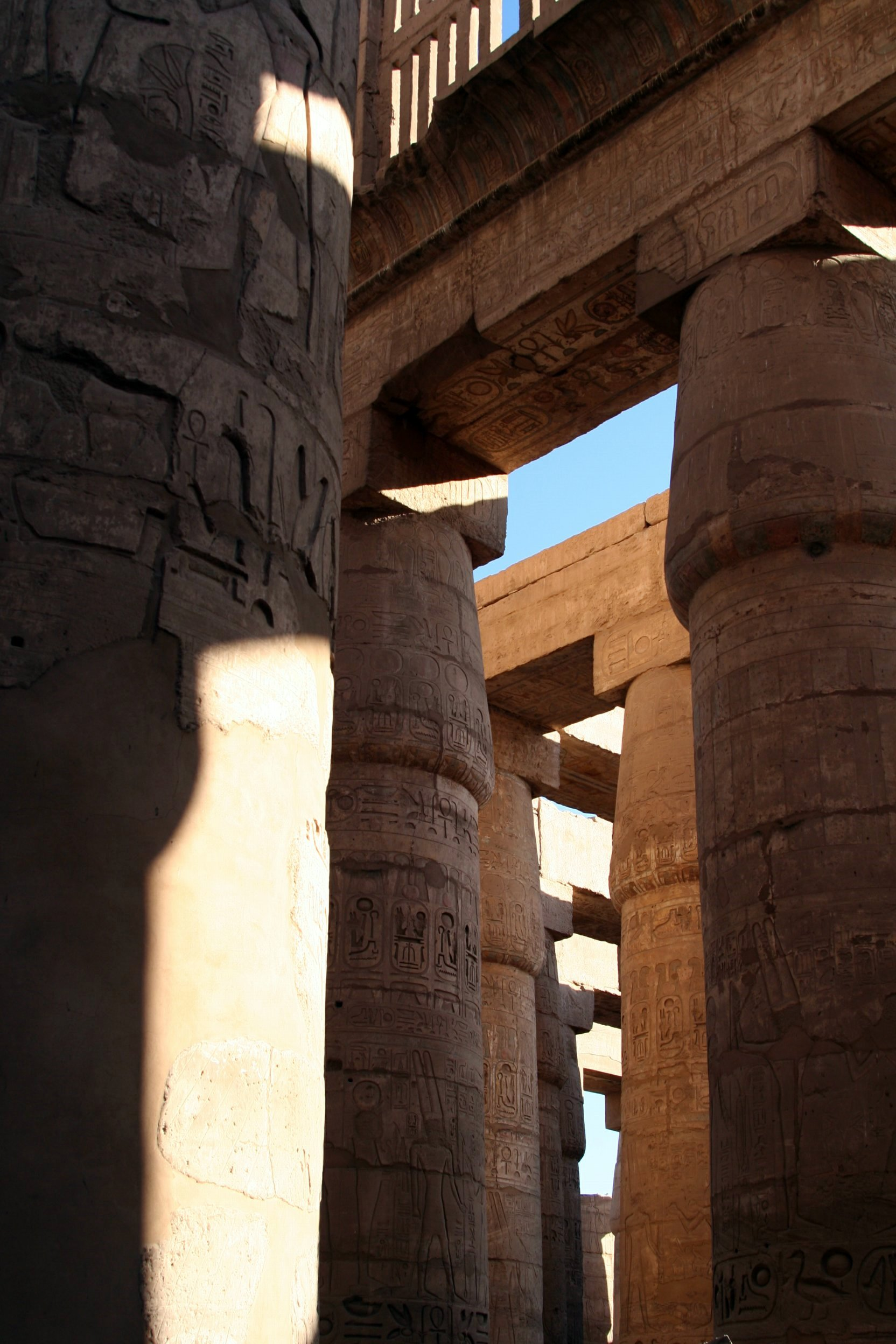
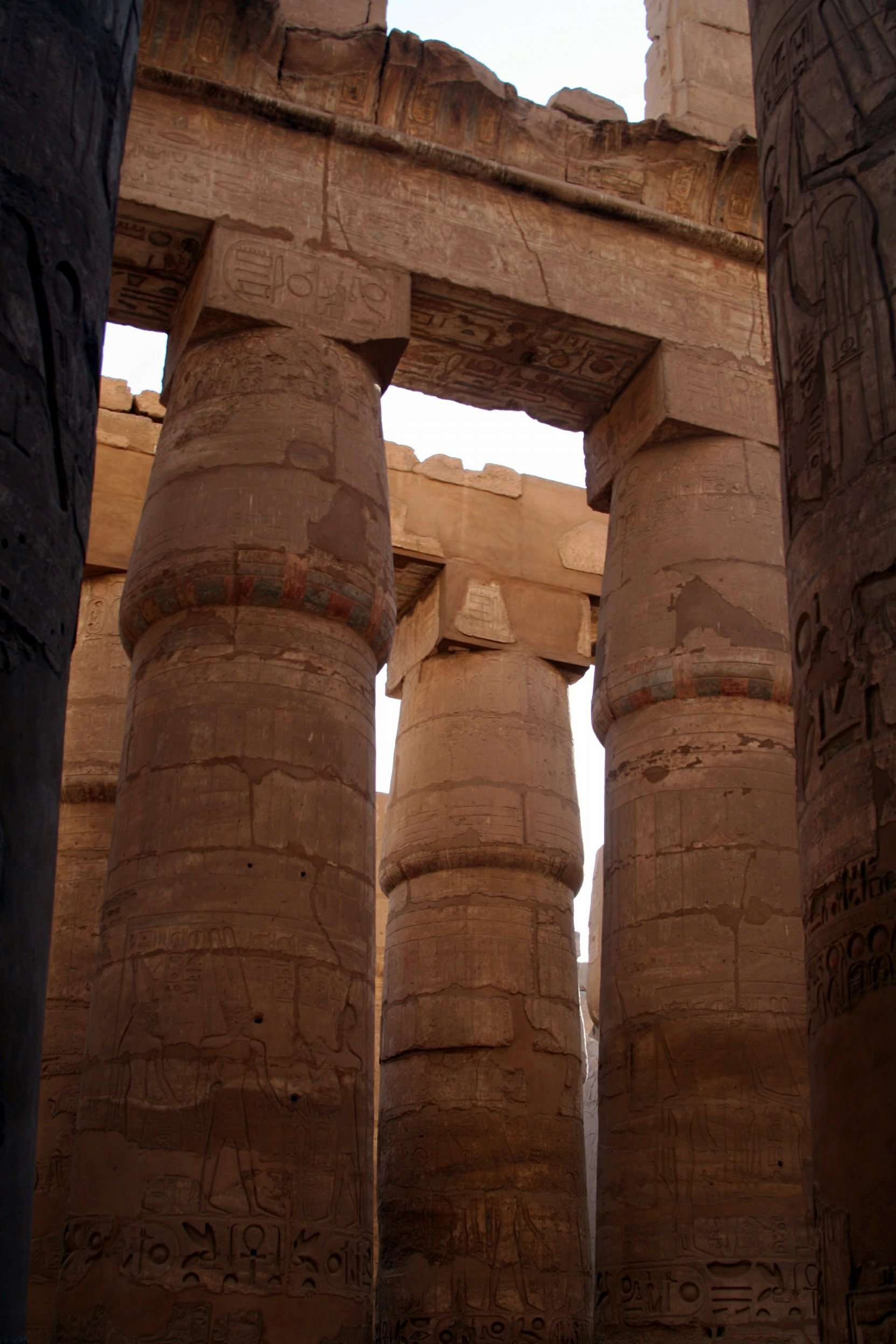
光線漸暗的大廳
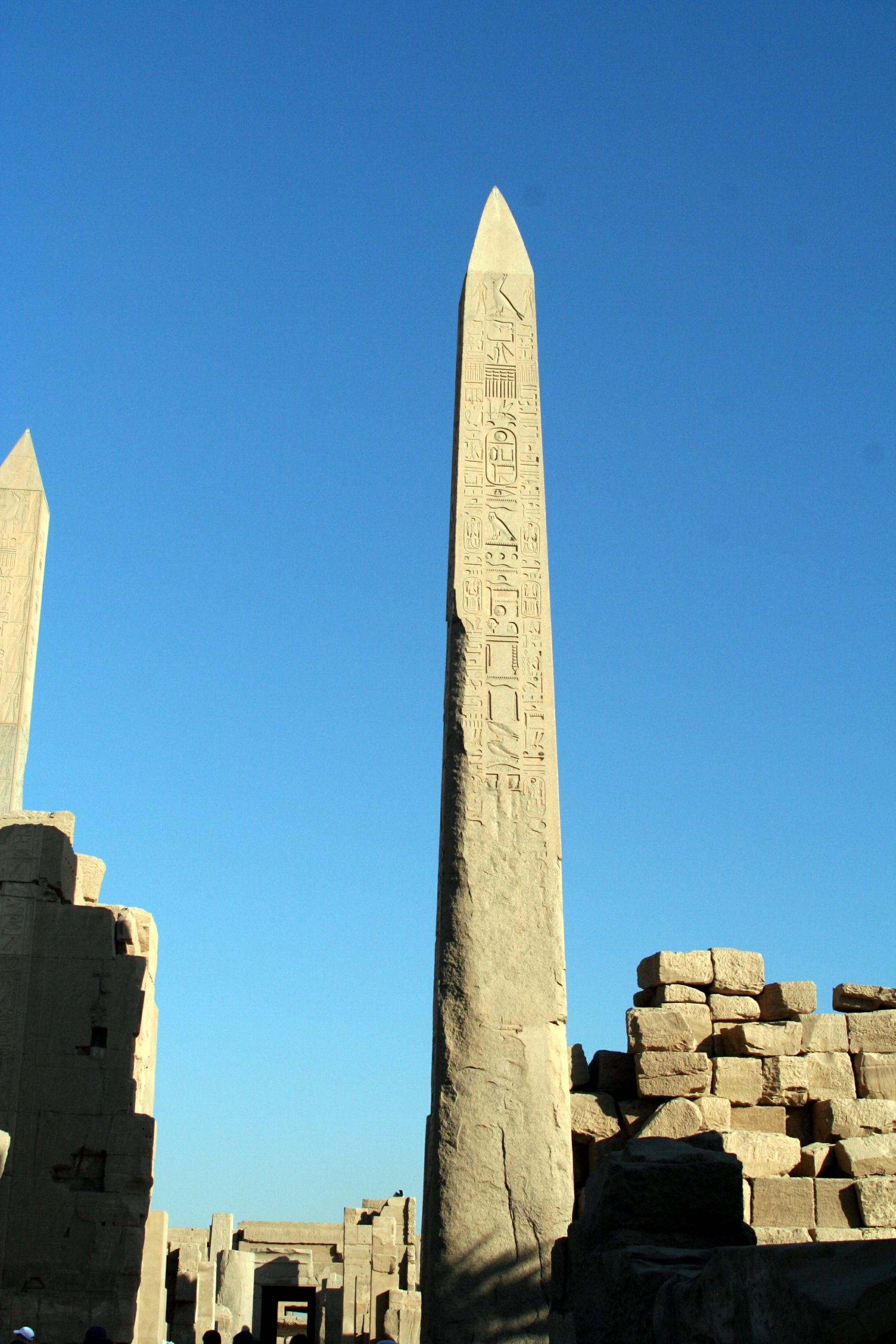
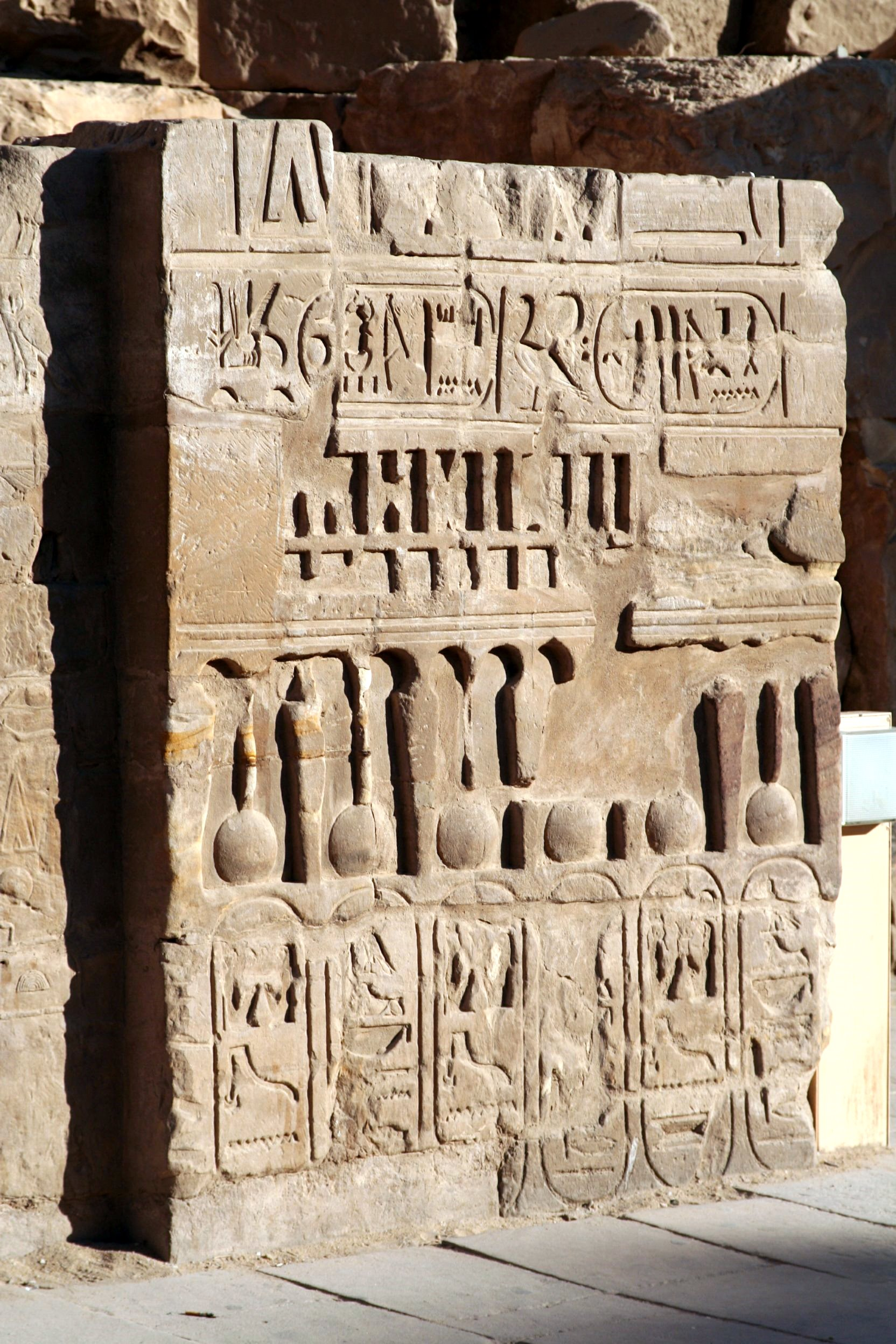
刻有神碑體的石板
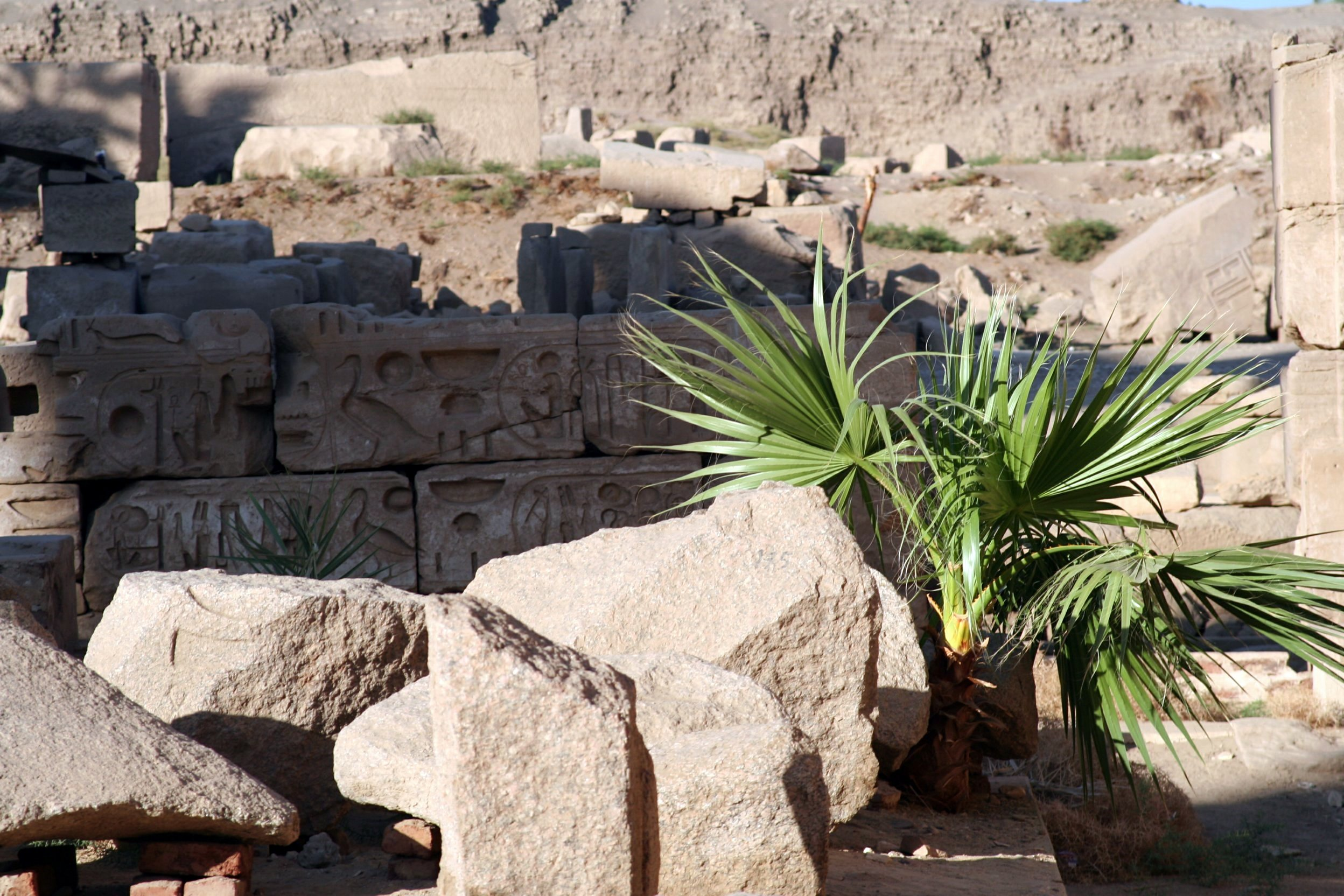
碎石塊
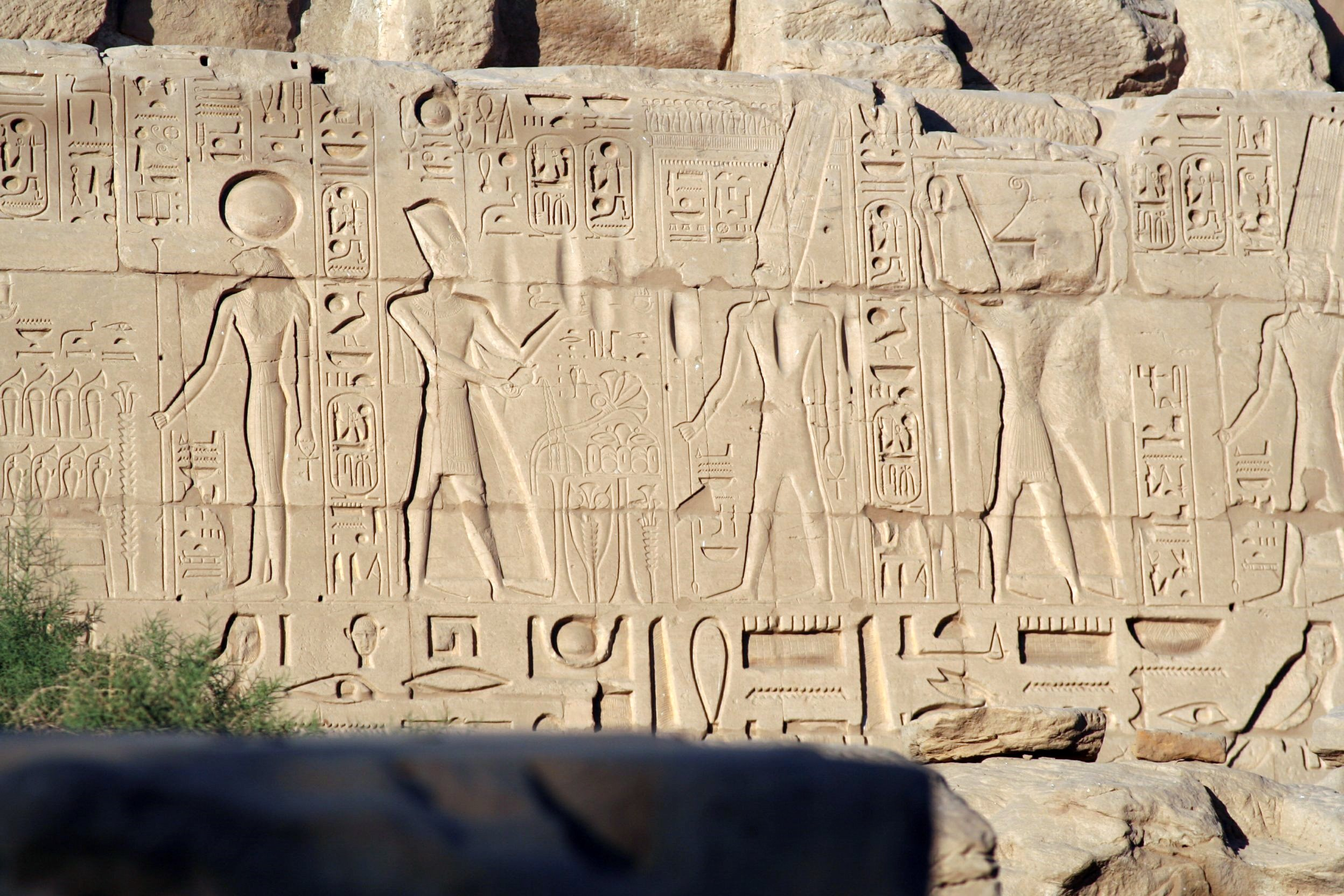
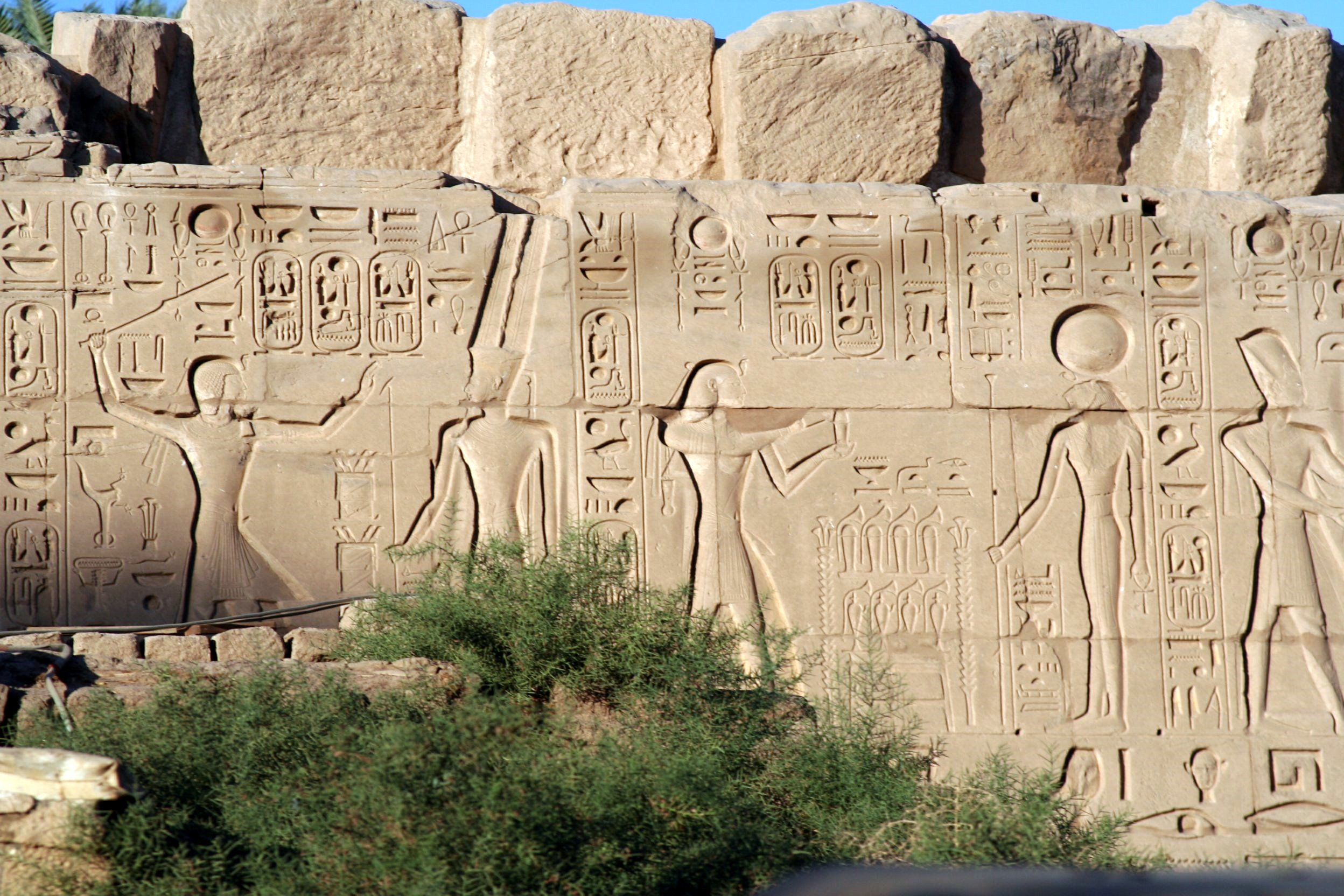
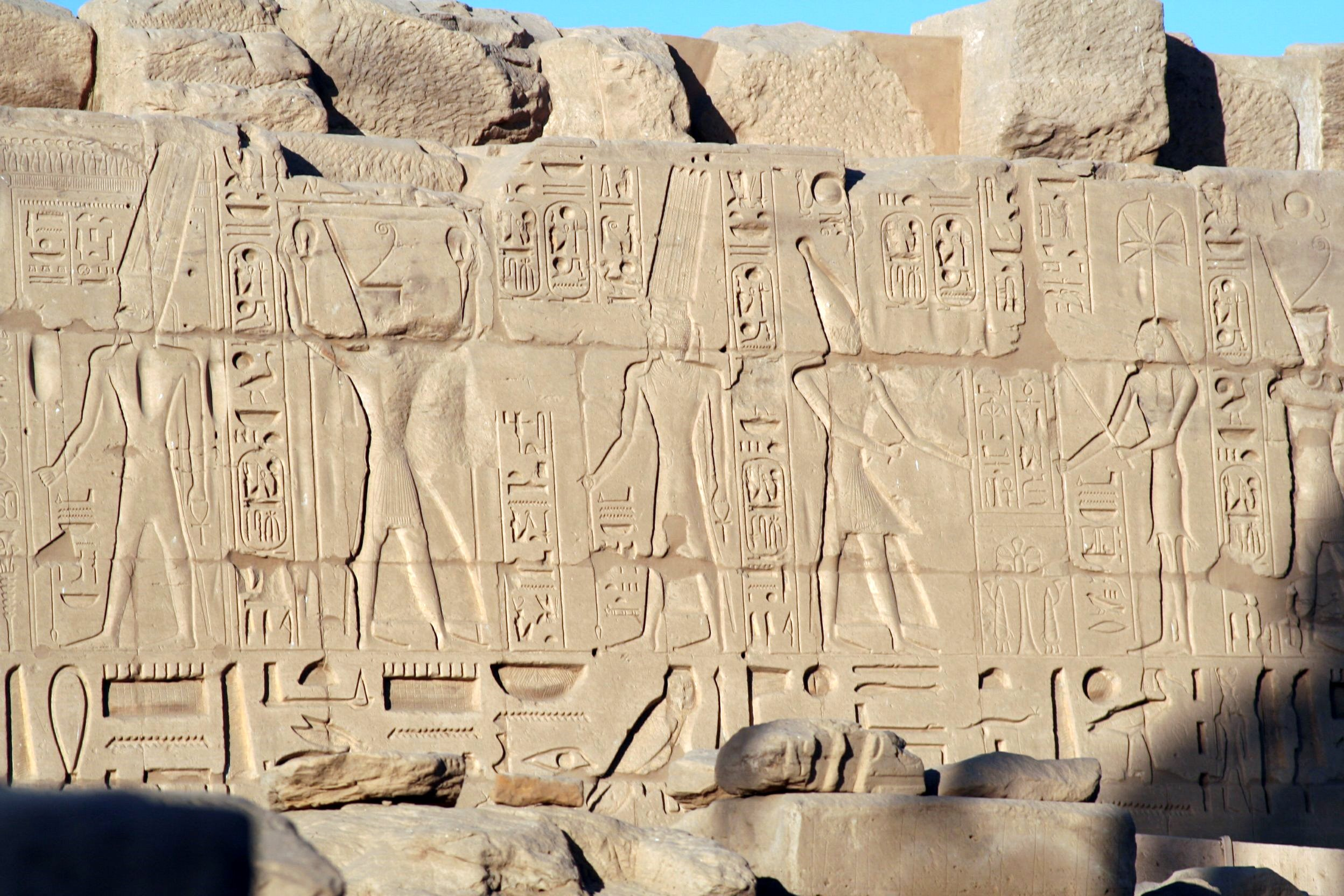
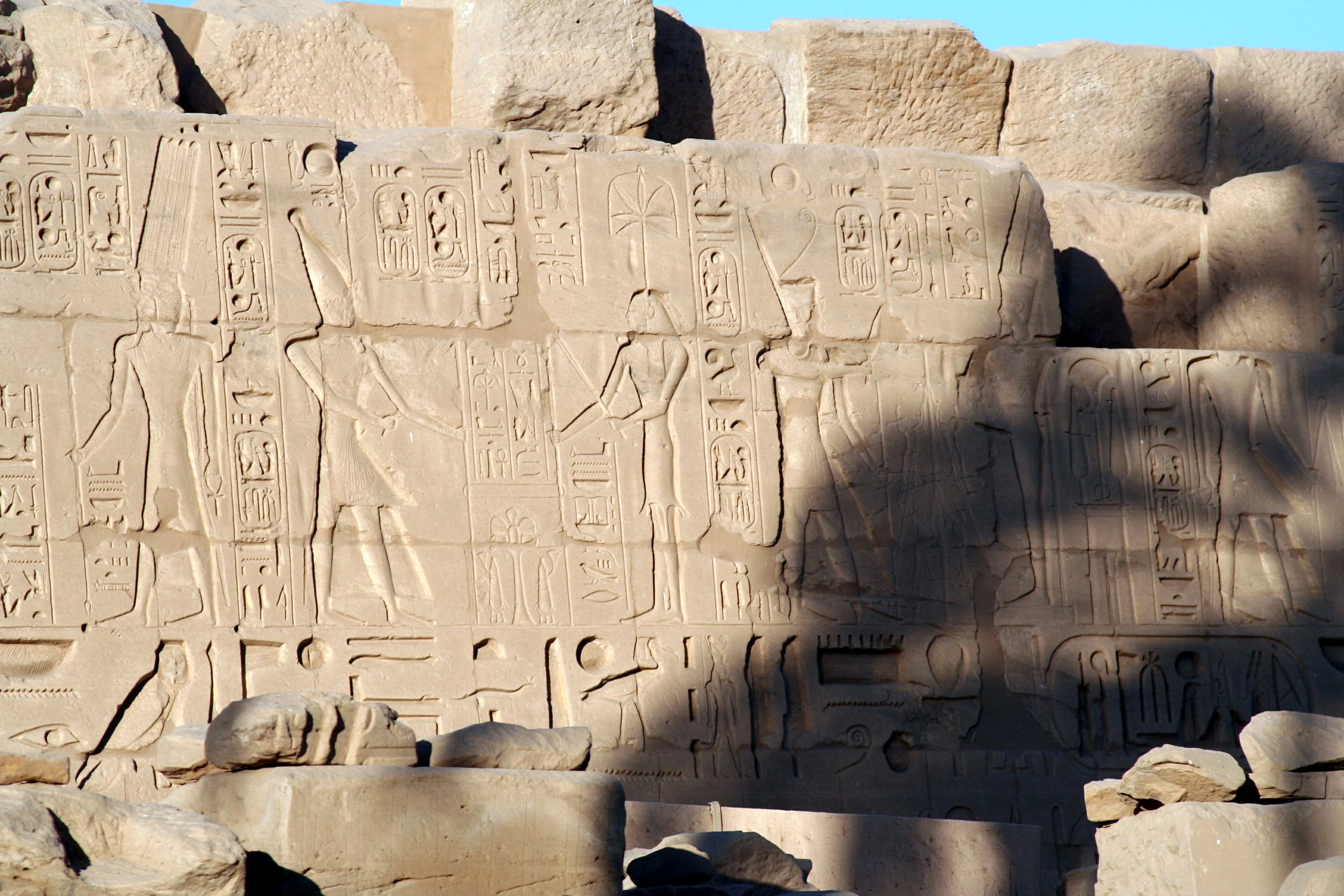
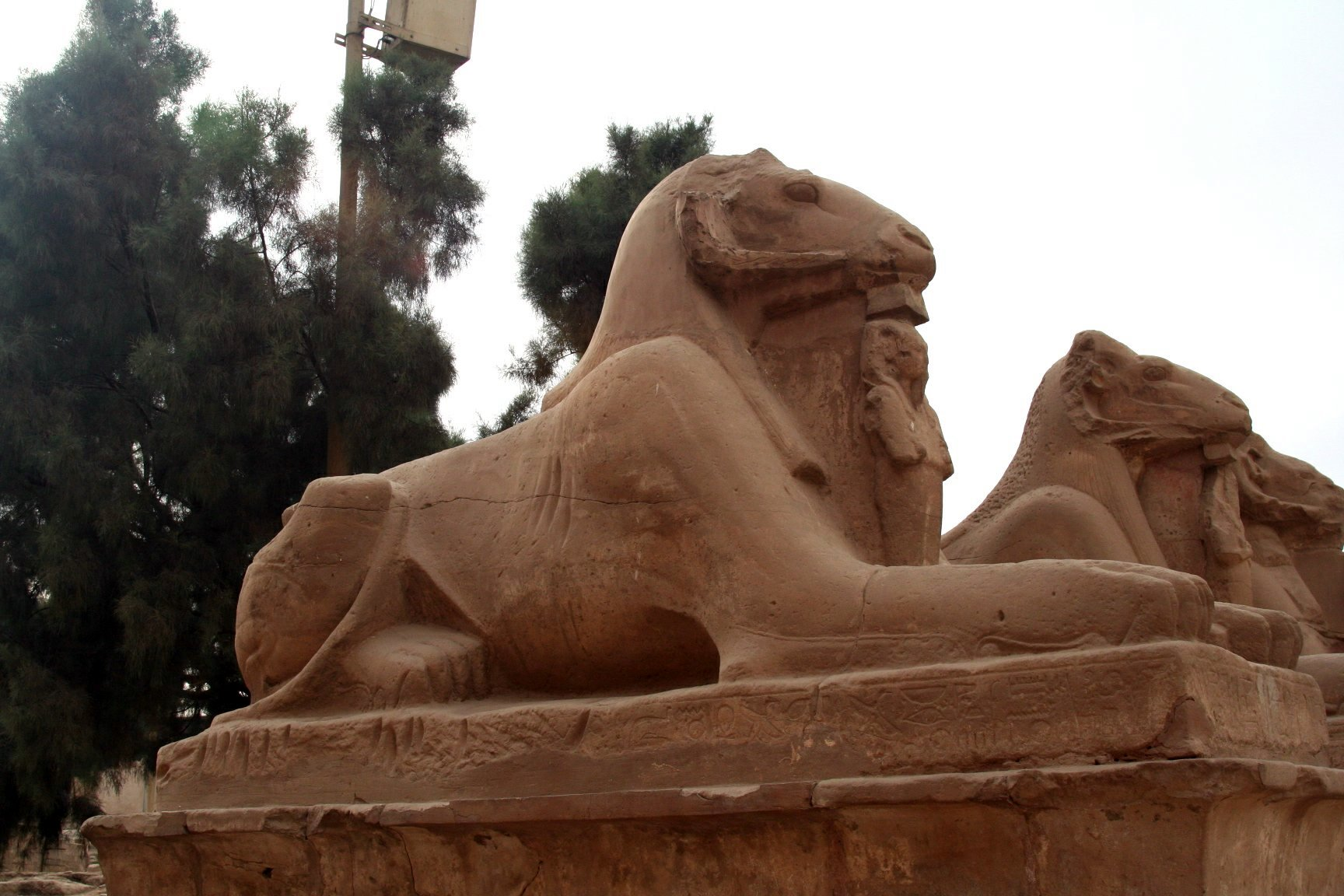
聖羊
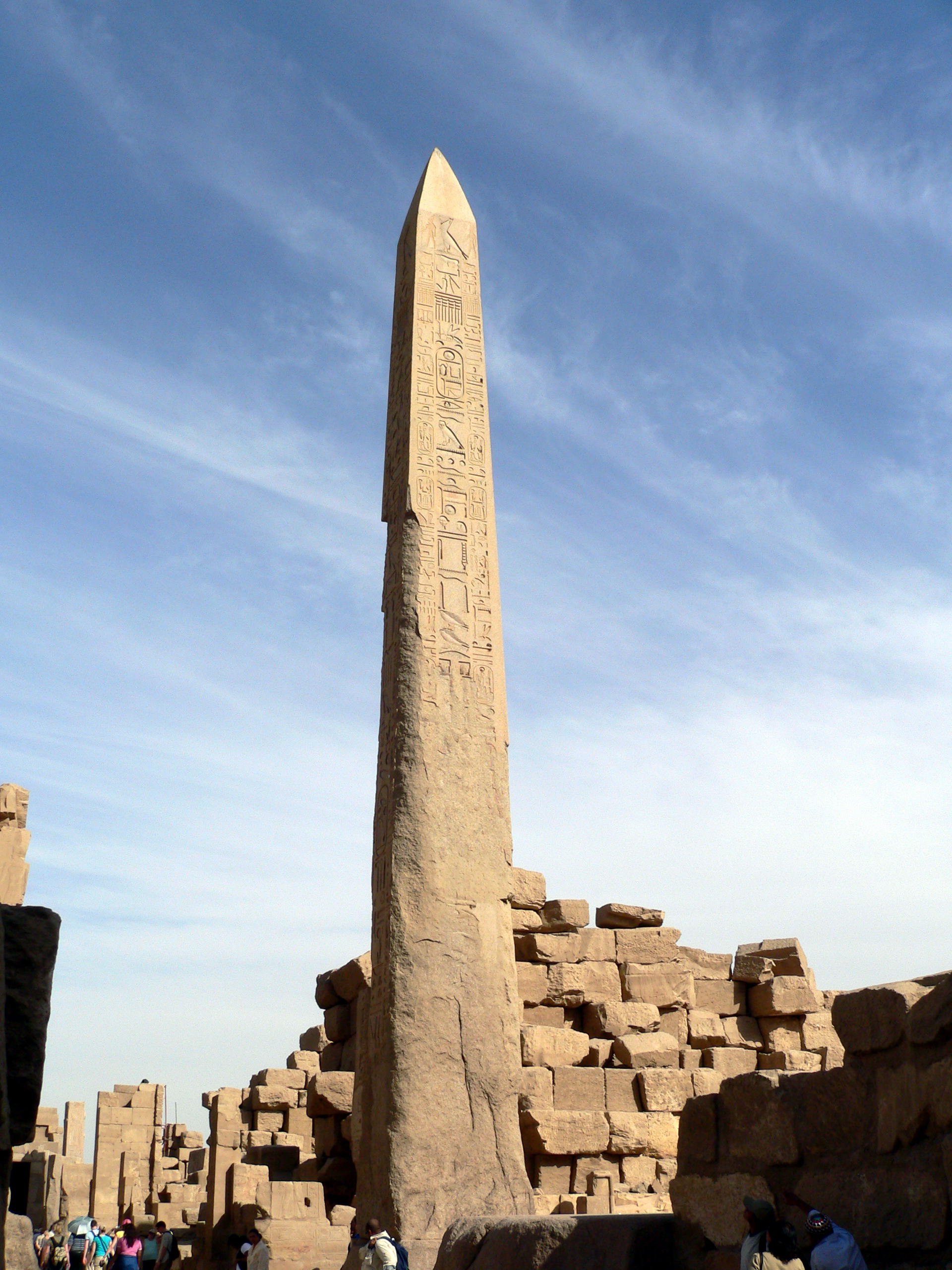
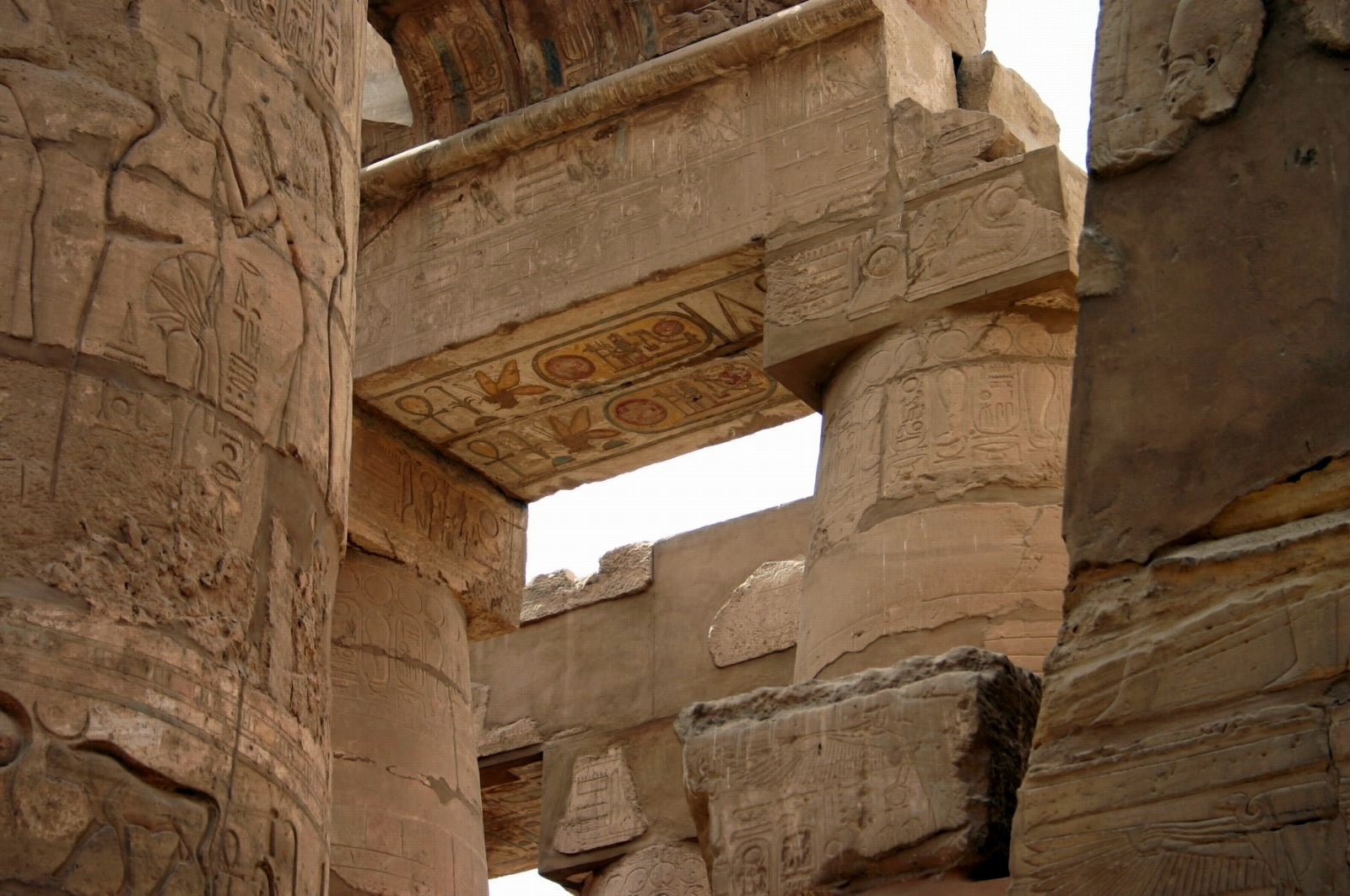
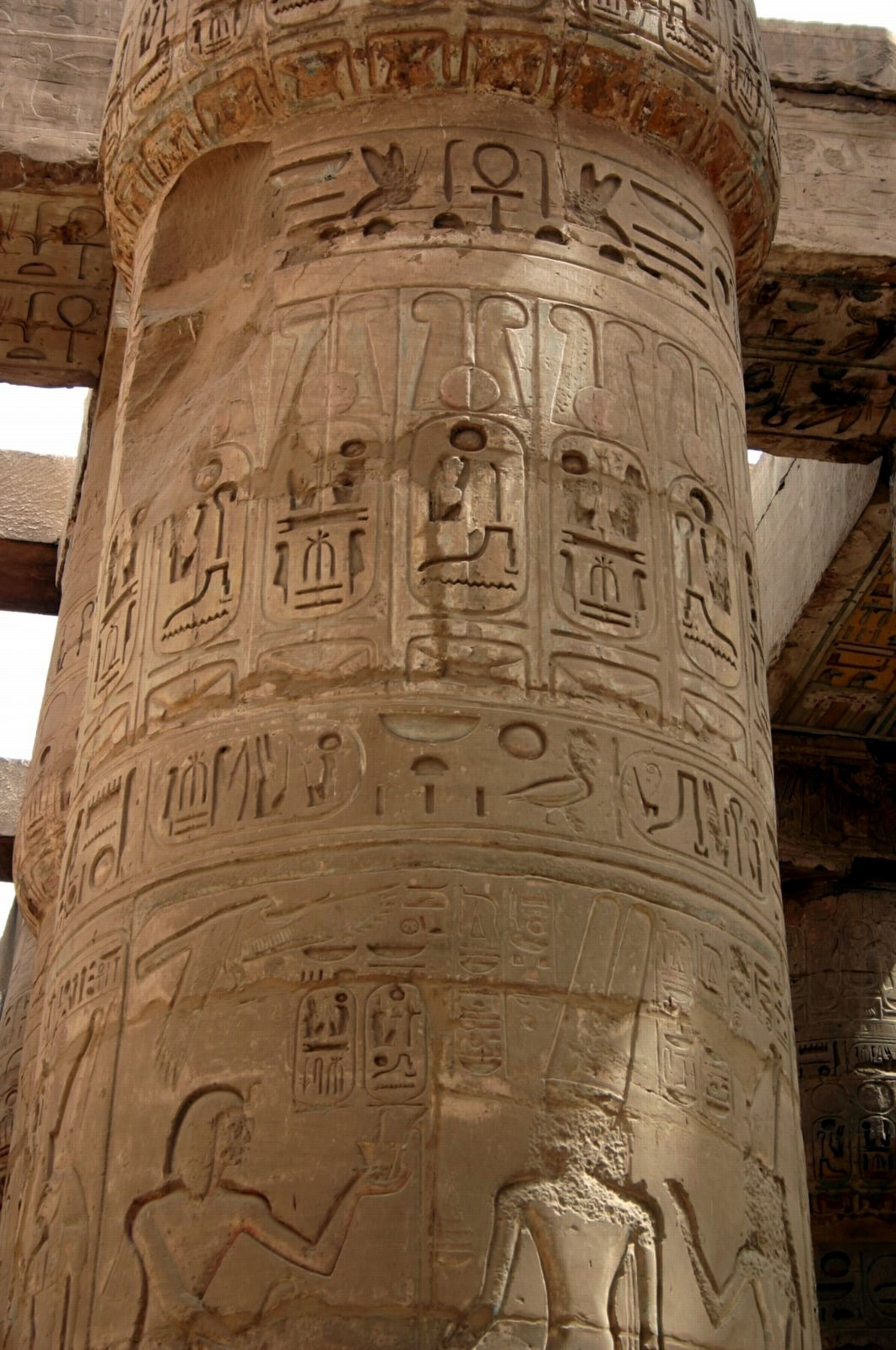
石雕彩繪的柱體
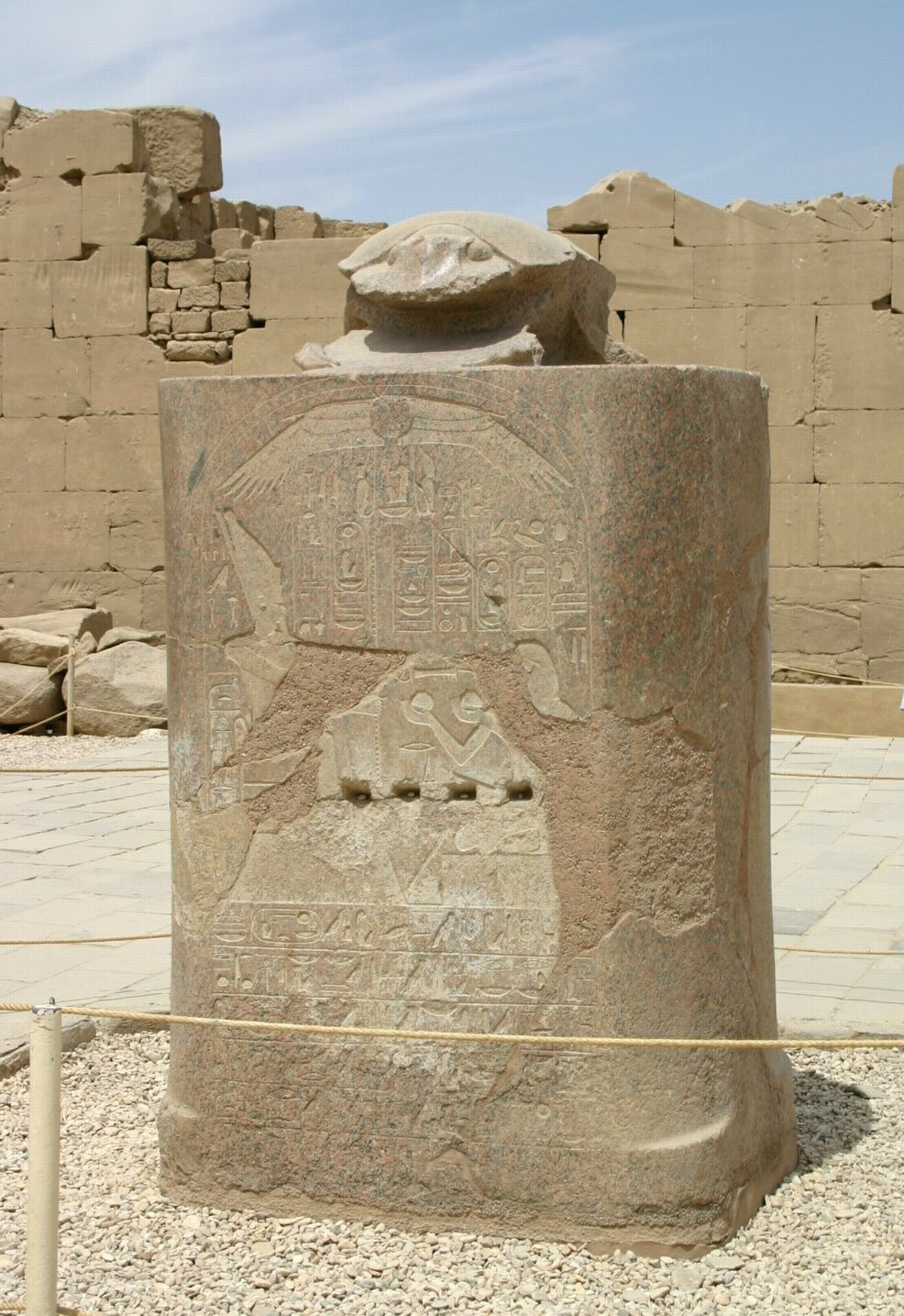
聖甲蟲

## 外部連結
- CFEETK – Centre Franco-Égyptien d'Étude des Temples de Karnak (en)
- Temple of Amun, numerous photos & schemes (comments in russian) （页面存档备份，存于）
- Karnak images （页面存档备份，存于）
- www.karnak3d.net :: "Web-book" The 3D reconstruction of the Great Temple of Amun in Karnak. Marc
- Digital Karnak UCLA （页面存档备份，存于）
- Karnak Temple picture gallery at Remains.se